# 响水河 (淮河)
响水河位于中国河南省桐柏县境内，是淮河干流上游左岸的一条支流，发源于大复山主峰老和尚帽，南流至淮源镇陈庄村入淮河。全长8.5公里，流域面积30平方公里。